# Barbershop Blend
Barbershop Blend e. V. ist der erste deutsche Chor der stilistisch dem Barbershopgesang zuzuordnen ist.
Der Frauenchor wurde im November 1984 durch die englische Dirigentin Liz Döhring gegründet.
Barbershop Blend ist Mitglied bei dem Dachverband des deutschen Barbershops „BinG. e. V.“ sowie beim deutschen Chorverband Nordrhein-Westfalen.
Traditioneller Barbershopgesang, deutsche Arrangements, Balladen und Popsongs gehören zu ihrem Repertoire.
Neben Auftritten in Deutschland gaben sie Konzerte in den USA, Niederlanden, Belgien, England, Wales und Kanada.
Barbershop Blend nimmt seit 1993 regelmäßig an der deutschen Convention der Barbershop Chöre mit Erfolg teil.
Er platzierte sich seither immer unter den drei besten Frauenchören im Bereich Barbershop in Deutschland und durfte sich 2004 auch Champion nennen. Seit März 2003 sind sie Leistungschor des Deutschen Chorverbandes.
Mit Erfolg nahmen sie außerdem 1994, 2002, 2005 und 2023 bei den internationalen Conventions in Cardiff, Eindhoven und Helsingborg teil.
2012 übergab die Gründerin Liz Döring den Chor an Norbert Hammes.
Norbert Hammes ist ein erfahrener Quartett-Sänger, Vorstandsmitglied im BinG Verband und seit 2023 zertifizierter Singing-Judge der BHS (Barbershop Harmony Society) in den USA.
2017 verlegte Barbershop Blend seinen Sitz wegen Verbesserung der Probenmöglichkeiten von Sonsbeck nach Geldern. Die Mitgliederzahl stieg von 40 auf 52 an.

## Nachweise
1. ↑  TLBB: Eine Barbershop-Besetzung besteht aus Tenor, Lead, Bariton und Bass, siehe: Chor (Musik), fandom.com, abgerufen am 29. Februar 2024
2. ↑  What is Barbershop Music?, barbershop.org,, abgerufen am 29. Februar 2024
3. ↑  “Barbershop” will gute Stimmen. In: merkur.de, 26. Mai 2009, abgerufen am 29. Februar 2024.
4. ↑  Veronika Scheidl: Bärte, Bourbon und Balladen. In: br-klassik.de, 3. März 2016, abgerufen am 29. Februar 2024.